# TER Poitou-Charentes
Le TER Poitou-Charentes était un des trois réseaux de lignes TER de la région Nouvelle-Aquitaine (avec les TER Aquitaine et TER Limousin) avant la création des TER Nouvelle-Aquitaine en 2017. Il portait le nom de l'ancienne région administrative Poitou-Charentes.
Il a représenté, en 2010, cent-soixante circulations de trains et autocars TER les jours de pleine semaine, desservant soixante-seize gares et trente-cinq points d'arrêt routiers. La fréquentation moyenne a été de neuf mille sept cents voyageurs par jour, dont trois mille six cents abonnés. Entre 2004 et 2008, l'offre a augmenté de 37 % et la fréquentation de 57 %. Les 92,8 % des trains sont arrivés à l'heure ou avec un retard ne dépassant pas cinq minutes en 2010. Les 80 % des relations TER sont certifiées « NF service » sur la base de la norme EN 13816 délivrée par Afnor.

## Histoire

### Le transport régional avant la décentralisation
En 1960, le trafic régional et local est assuré surtout par les trains omnibus, qui incluent les trains directs ou semi-directs. Dans l'ancienne région Poitou-Charentes, ce trafic est alors un peu moins bien développé que sur la moyenne nationale. En général, les horaires prévoient trois aller-retours omnibus par jour, même sur l'importante ligne de Tours à Bordeaux ou sur l'affluente de Poitiers à Niort. De là jusqu'à La Rochelle, le trafic omnibus se résume même à deux omnibus par jour et par sens, de même que sur la ligne de Nantes à Bordeaux (entre Velluire et La Rochelle, Rochefort et Saintes ainsi qu'au sud de Saintes. La desserte de l'axe Poitiers - Nantes se fait par deux omnibus et un express par sens, et les sections de Saumur à Thouars et de Bressuire à La Roche-sur-Yon présentent la même faiblesse de l'offre. Sur le plan régional, seulement quatre lignes ou sections offrent quatre à cinq circulations par jour et par sens : Poitiers - Châtellerault, Niort - Saintes, Saintes - Royan et La Rochelle - Rochefort, sans mentionner la ligne de Niort à Fontenay-le-Comte intéressant principalement le département de la Vendée. L'offre omnibus est cependant complétée par des express à arrêts relativement fréquents et utilisables sans réservation ou supplément.
La SNCF n'ayant pu atteindre l'équilibre financier à la fin de l'exercice 1973, le ministère des Finances fixe l'objectif de reporter les services omnibus sur 10 000 km de voies ferrées sur la route, chiffre bientôt porté à 12 500 km. Quand Jacques Chirac devient Premier ministre le 27 mai 1974, il décrète rapidement l'arrêt des transferts sur route autoritaires et propose d'attendre tout d'abord l'élaboration des premiers schémas régionaux de transport (SRT) décidée le 6 mars 1974. Six régions sont choisies comme régions pilotes, dont la région Poitou-Charentes fait partie, et le principe est progressivement étendu sur toutes les régions jusqu'en 1977. Les régions vont se voir se confier l'organisation des services omnibus, avec l'idée sous-jacente qu'elles vont fermer des lignes rurales pour utiliser les économies réalisées pour l'amélioration des dessertes déclarées d'intérêt régional par le SRT. Le but global est l'amélioration des transports collectifs sans coûts supplémentaires pour la collectivité. Mais le SRT Poitou-Charentes ne débouche sur rien de concret. La ligne de Saintes à Royan est toutefois conventionnée par le SIVOM Côte de Beauté / presqu'île d'Arvert, en février 1976.
C'est la région voisine des Pays de la Loire qui prend l'initiative de reporter plusieurs dessertes omnibus sur la route, sur des lignes intéressant également Poitou-Charentes : Cholet - Bressuire et Bressuire - Parthenay, parcourues uniquement par l'autorail express Nantes - Poitiers - Limoges et retour, en date du 7 mai 1977 ; puis La Roche-sur-Yon - La Rochelle (trains omnibus seulement) en date du 1er juin 1980. Le contexte est cette fois-ci le nouveau contrat d'entreprise entre État et SNCF de mars 1979 qui donne à la SNCF les moyens de décider d'elle-même de la fermeture de lignes, l'État ayant été déçu par les SRT et le peu de fermetures enclenchées. La SNCF dispose ainsi de moyens de pression sur les collectivités territoriales, en les menaçant d'autres fermetures ou de réductions du service si celles-ci essayaient de s'opposer aux fermetures envisagées par la société nationale. Ainsi, la ligne de La Roche-sur-Yon à Thouars est également sur la sellette, mais elle est défendue avec succès par les élus de la Vendée (ce qui n'empêchera pas une réduction de la desserte au minimum). Si cette fermeture a pu être évitée, c'est aussi en raison de la fermeture de la ligne Thouars - Parthenay - Niort avec l'accord de la région Poitou-Charentes, en date du 1er juin 1980 également : la SNCF n'aurait finalement pas osé de couper complètement la ville de Thouars du réseau. C'est ce qu'elle fait par contre avec Parthenay, en supprimant la ligne de Parthenay à Poitiers, le même jour et avec l'aval de la région, qui était encore parvenue à différer cette fermeture en 1977, dans le cadre du transfert sur route de la liaison express Nantes - Poitiers.
La LOTI, promulguée le 30 décembre 1982, encourage la décentralisation des transports, sans pour autant définir un cadre précis. Puis, la loi du 7 janvier 1983 sur la répartition des compétences entre les communes, les départements, les régions et l'État donne le coup d'envoi à la décentralisation sur un plan plus général, avec, entre autres, l'instauration du suffrage universel des Conseillers régionaux. Sur le plan des transports ferroviaires régionaux, l'attitude de l'État reste ambivalente. En effet, il ne veut pas doter les régions des budgets nécessaires leur permettant de se substituer à l'État pour le versement de la contribution d'équilibre des services SNCF d'intérêt régional. Il craint que les régions puissent détourner ces fonds de leur destination initiale et ne réduisent les services ferroviaires, ce qui n'est plus souhaité, contrairement aux années 1970. De ce fait, la décentralisation des services ferroviaires ne peut être que facultative, l'État l'encourageant toutefois et souhaite que les régions s'investissent dans leur amélioration.

### De la naissance du TER jusqu'à la régionalisation
Le TER est lancé en 1986 à la suite de la mise en place d'une nouvelle politique commerciale de la SNCF sur le plan des transports régionaux, souhaitant affirmer davantage sa propre identité d'entreprise en mettant fin, notamment, aux décorations des trains suivant les souhaits des régions. « TER » traduit une stratégie commerciale reposant sur la marque TER avec son logo et sa décoration, sorte de label de qualité ; la charte TER signée entre la SNCF et les régions qui le souhaitent ; et la gamme commerciale TER. Elle s'exprime à travers l'information voyageurs, la promotion et la communication institutionnelle. Le TER veut rajeunir l'image des transports ferroviaires régionaux, jusque-là négligés et souffrant d'une mauvaise image. Pour la première fois, une telle initiative est mise en œuvre sur le plan national et s'accompagne en principe de conventions avec toutes les régions - sauf deux, retardataires, et sauf Poitou-Charentes, qui est la seule région à refuser tout conventionnement. Ce début de conventionnement global coïncide à peu près avec l'instauration du TER, mais est en fait un développement indépendant issu de la politique de décentralisation.
Le département de la Charente-Maritime ne souscrit pas à cette politique et son Conseil général prend donc les affaires en mains, afin d'éviter que la SNCF ne procède à des réductions de la desserte, notamment sur Saintes - Niort et les autres lignes desservant Saintes. Fin mai 1987, il signe une convention avec la SNCF portant sur l'exploitation de ses cinq lignes TER, et affirme la ferme volonté d'assurer leur avenir. C'est un cas unique en France, tout à fait conforme au cadre législatif de l'époque qui, sur le plan des transports, donne aux départements les mêmes marges d'action qu'aux régions. D'une durée de cinq ans, la convention est de type régionale classique, dite « à la marge », le département ne devant assumer que les charges supplémentaires engendrées par les modifications du service de l'année de référence effectuées à sa demande. Autrement dit, les trains régionaux ne coûtent rien au département tant qu'il ne demande pas des aménagements de l'offre. Le département a droit au versement d'un bonus si la fréquentation augmente à la suite des modifications qu'elle a apportées à la desserte. Parmi les quatre coloris que la SNCF propose pour la livrée du matériel TER, la Charente-Maritime choisit le rouge. Quant à la SNCF, elle est obligée de maintenir l'ensemble des services entrant dans la convention. En 1992, la convention est reconduite pour un an seulement, puis prend fin en raison de l'annonce de la Région de signer enfin une convention avec la SNCF, ce qui ne se concrétisera pas, et en raison d'un contentieux entre le département et la SNCF. Avec l'instauration du TGV Atlantique, des dessertes TER supplémentaires en correspondance avec le TGV ont été instaurées. La SNCF avait estimé leur déficit annuel, ou autrement dit leur coût pour le département, de 250 000 francs. Or, ce déficit s'avère en réalité dix fois plus important. La SNCF reconnaît son erreur de pronostic, mais exige quand même que le département lui rembourse cette somme. Le département refuse, et une partie des nouvelles dessertes est supprimée en conséquence.
Sur le plan des investissements dans l'infrastructure ferroviaire, la Région ne se montre pas récalcitrante et investit la somme de 54 600 000 francs entre 1985 et 1992 dans l'électrification de la ligne de Poitiers à La Rochelle, pour permettre la desserte TGV du chef-lieu de la Charente-Maritime. Elle se classe ainsi en huitième rang des régions de la France continentale hors Île-de-France. Par contre, aucun renouvellement du matériel roulant sur la base d'une initiative régionale n'a lieu dans Poitou-Charentes. Seul le Limousin fait pareil et n'investit pas le moindre franc dans du nouveau matériel entre 1985 et 1992. Si les quarante-six nouveaux autorails X 2200 arrivant au centre-autorails de Limoges entre 1985 et 1988 sont déployés ensuite sur toutes les lignes non électrifiées de la région, ceci est l'effet du renouvellement du parc engagé par la SNCF elle-même, et dont les différentes régions bénéficient de façon inégale (seulement onze X 2200, unique série d'autorails neufs du moment, sont stationnés ailleurs qu'à Limoges). Les autorails unifiés des années 1950, des types X 3800 et X 2400, sont ainsi évincés de la région Poitou-Charentes. En outre, pour renforcer la capacité des autorails et pour remplacer les remorques unifiées Decauville, la SNCF achète cent-vingt-cinq remorques XR 6100 et XR 6200. C'est par ailleurs dans le nord de la région Poitou-Charentes que circule l'ultime train marchandises-voyageurs de la SNCF, sur la ligne Thouars - Bressuire. Tracté par une locomotive diesel BB 63500, il comporte une voiture voyageurs d'avant-guerre, et rarement plus qu'une poignée de wagons. Il est supprimé avec l'horaire d'été 1986.
Le TER Charente-Maritime est à la limite déficitaire pendant les quatre premières années, avec des résultats comptables variant entre −983 000 francs pour l'exercice 1990 et 446 000 francs pour l'exercice 1988. Ces chiffres prennent déjà en compte la contribution versée par l'État à la SNCF au titre de l'exploitation du service public de transport régional de voyageurs. Pendant la période de 1990 à 1996, la région Poitou-Charentes fait partie des dix régions connaissant une baisse du trafic. Elle est de 35 % et donc particulièrement sévère, dépassée seulement par la Haute-Normandie. Les voyageurs-km régressent de vingt-cinq millions, moins que dans cinq autres régions. Année pour année, ces résultats ne sont rendus publics qu'avec un délai de dix-huit mois environ, ce qui ne joue pas en faveur de réactions adaptées. En ce qui concerne les déficits toujours en progression, les responsables de la SNCF ne parviennent pas à justifier de façon satisfaisante ces chiffres, tout en demandant aux régions concernées de lui verser des contributions à concurrence des déficits, alors que c'est la SNCF elle-même qui distribue la contribution de l'État parmi les régions. Cette expérience instille donc la méfiance des régions à l'égard de la SNCF, l'opacité des chiffres ne permettant pas d'exclure que cette dernière répercute les charges financières du réseau à grande vitesse sur les dessertes régionales.
De plus, à partir de l'exercice 1993, la SNCF essaie de décharger sur les régions les déficits de ses express d'intérêt régional (EIR), catégorie récemment définie par la société nationale. Elle demande aux régions de les intégrer dans le conventionnement des TER et réduit en même temps l'offre de ce type de trains pour donner plus d'ampleur à sa requête, si bien que les régions cèdent devant la crainte de voir disparaître ces services. En Poitou-Charente, les EIR ne représentent que 5,8 % des trains-km TER+EIR, contre 14,01 % sur le plan national. Avec une occupation moyenne de soixante personnes, elles représentent 8,17 % des voyageurs-km TER+EIR, contre 19,75 % sur le plan national. Le taux de couverture est de 40 %, et chaque voyageur-km produit, selon la comptabilité de la SNCF, un déficit de 73 francs. Ce sont les plus mauvais résultats sur le plan national.
Le projet du Contrat de plan État - SNCF 1996-2000 mentionne sept dessertes TER en Poitou-Charentes avec un taux de couverture inférieur à 25 %, dont Rochefort - Saintes, Saintes - Royan, Saintes - Saint-Mariens - Saint-Yzan (section de la ligne Saintes - Bordeaux et Angoulême - Coutras. Ces sections étant parcourues par des trains grandes lignes, elles ne sont pas menacées d'une fermeture totale, contrairement aux trois lignes Poitiers - Limoges, Angoulême - Limoges et Niort - Saintes, cette dernière sans trafic fret. Toutes ces dessertes sont destinées potentiellement à être transférées sur la route. La menace est levée avec le remplacement du président du conseil d'administration de la SNCF, Bergougnoux, par Loïk Le Floch-Prigent dans le contexte des grèves d'automne 1995.

### Depuis la régionalisation en 2002

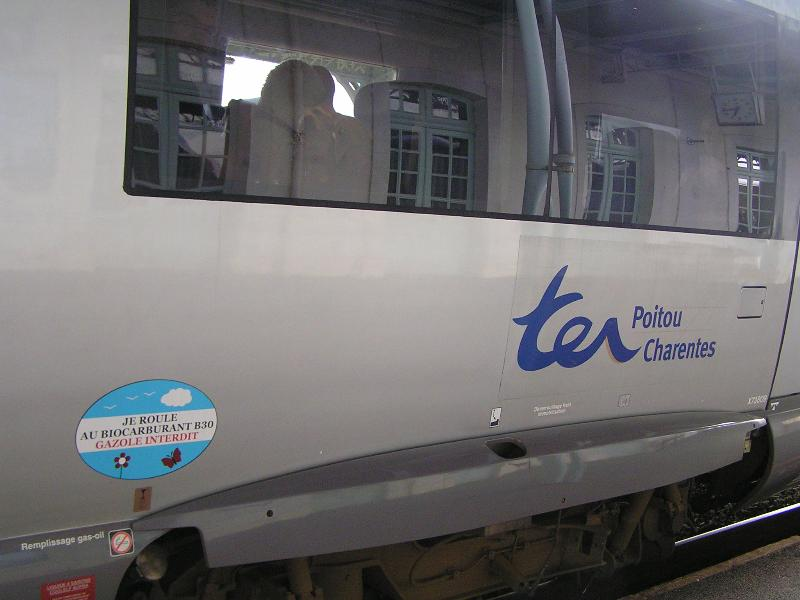
X 73500 et son logo biocarburant

Les expériences gagnées dans les six régions pilotes retenues en 1996 (et dont la région Poitou-Charentes ne fait pas partie) sont décisives pour la généralisation du conventionnement global des services TER par la loi relative à la solidarité et au renouvellement urbains (SRU), promulgué le 13 décembre 2000, à compter du 1er janvier 2002. Les régions deviennent ainsi autorités organisatrices de transports (AOT) et se substituent à l'État pour le versement des contributions à la SNCF en vertu du trafic régional. Les régions entrent dans cette période avec des commandes de matériel neuf, choisi parmi les trois premières séries mises au point après le lancement du TER : les automoteurs X 72500, les autorails à une caisse X 73500 et les automotrices doubles à deux étages Z 23500
La région Poitou-Charentes commande cinq X 72500 (revendus depuis), mais est la seule région à ne commander aucun X 73500. En effet, la Région n'est toujours pas persuadée du bien-fondé du processus de conventionnement, les chemins de fer ayant traditionnellement relevé des compétences de l'État. Du point de vue de la Région, l'enjeu est avant tout financier ; le principe de la décentralisation dans le but d'une action régionale plus efficace et mieux ciblée s'efface dans la perception devant le désengagement de l'État, susceptible de transférer des compétences aux collectivités territoriales sans les doter des budgets nécessaires pour y faire face. La Région n'accepte donc la régionalisation qu'à contrecœur. Il a fallu une intervention de Jean-Pierre Raffarin, alors président de l'Association des régions de France (ARF), qui a qualifié d'intenable un éventuel refus de la région de participer au processus de régionalisation. Ce n'est qu'en 2001 que le Conseil régional de Poitou-Charentes entre dans les préparatifs du conventionnement, avec des concertations à Angoulême, La Rochelle, Niort, Poitiers, Saintes et Thouars, et la définition des priorités régionales en automne 2001. Le Conseil régional développe peu de projets ferroviaires, et inscrit des investissements relativement modestes dans le Contrat de plan État - Région 2000-2006. Pour l'amélioration des liaisons ferroviaires Poitiers - La Rochelle et Poitiers - Limoges, la création de pôles d'échanges intermodaux à Poitiers, La Rochelle et Royan ainsi que la construction d'un centre régional intermodal de fret à La Crèche, 223 500 000 francs doivent être investis, dont 113 500 000 francs à la charge de la Région.
Entre septembre 2007 et 2008, la desserte TER de ligne La Rochelle - Rochefort a été progressivement portée jusqu'à onze aller-retours par jour, dans l'idée d'enrayer l'intensification du trafic routier entre ces deux villes. Dans le même cadre, cinq points d'arrêt supplémentaires ont été ouverts : La Rochelle-Porte Dauphine (fin 2008), Aytré-Plage (septembre 2008), Angoulins-sur-Mer (septembre 2007), Saint-Laurent Fouras (depuis septembre 2007), Gare de Tonnay-Charente (depuis 2010). Le cadencement de cette ligne est envisagé.

### Identité visuelle (logotype)

Le logo de 2002 à 2014.
Le logo depuis 2014.

## Convention TER 2007 - 2016
La deuxième convention signée par la Région vise à conforter le développement positif que le TER Poitou-Charentes a connu en 2004, 2005 et 2006, quand la fréquentation des trains et autocars TER a augmenté de 28 %. Le trafic a franchi le seuil des trente-cinq millions de voyageurs-km annuels en 2006. La période de couverture de la convention est deux fois plus longue que de coutume, à savoir dix ans contre cinq ans. À l'instar des conventions des autres régions conclues cinq ans après la régionalisation, la convention Poitou-Charentes définit mieux les rôles des deux parties contractuelles et contient des dispositifs susceptibles de placer le client au centre des préoccupations, moyennant une concertation en amont et une démarche de qualité de service. Elle ne doit pas se limiter à la qualité du matériel, mais s'étendre sur l'accueil, l'information et la distribution des titres de transport. L'accessibilité aux personnes handicapées devra également être prise en compte, et l'intermodalité favorisée. Grâce à des objectifs clairement définis, la Région contrôlera la qualité des prestations de la SNCF, qui est davantage responsabilisé sur ses résultats.
Pendant la période couverte par la convention, la Région entend mettre en œuvre un programme d'action comportant cinq volets. L'offre de trains doit être augmentée, y compris sur les relations interrégionales. Le renouvellement du parc de matériel roulant doit être achevée, ce qui permettra une remise à plat des horaires afin de répercuter les performances du matériel sur les temps de parcours. La rénovation des gares doit s'étendre sur la totalité des points d'arrêt de la région. Après les tarifs régionaux déjà mis en place par le Conseil régional, une gamme tarifaire complète doit être développée et proposée, susceptible de répondre aux besoins de tous les citoyens, au lieu de se focaliser sur les déplacements domicile - travail et les jeunes de moins de vingt-six ans, comme ce fut traditionnellement le cas. Finalement, la Région songe aussi à concevoir des offres de services innovants autour des transports collectifs.

## Relations TER

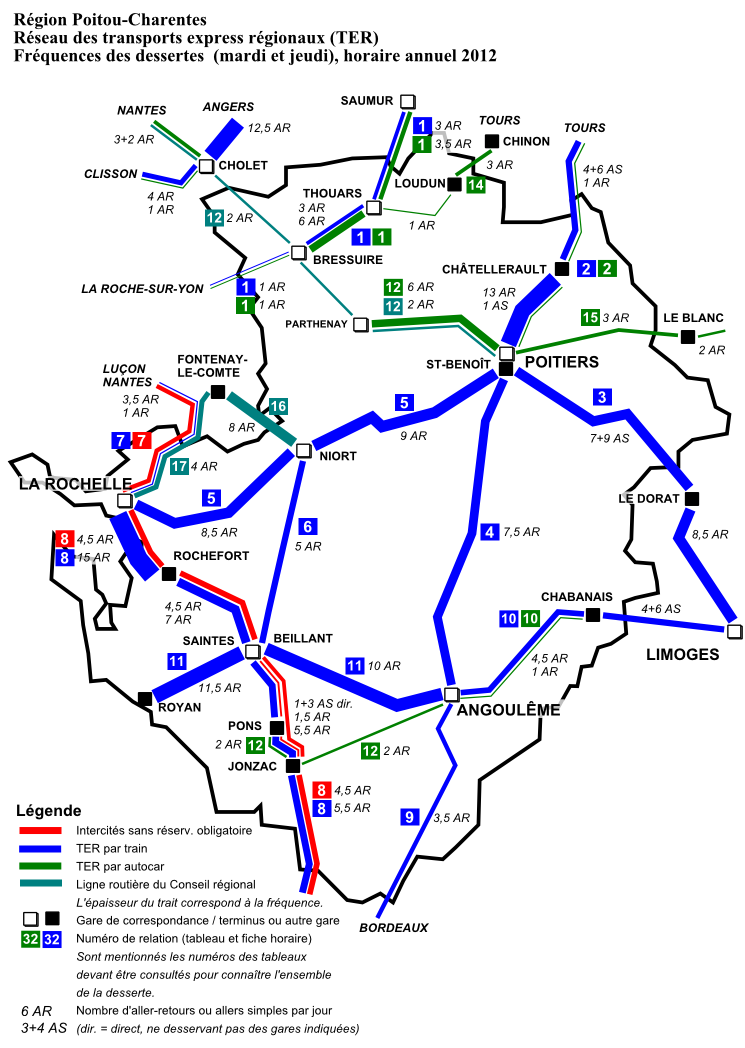
Fréquence de la desserte les jours-types de pleine semaine (mardi et jeudi), horaire annuel 2012.

### Par rail
Le TER Poitou-Charentes couvre l'ensemble du réseau ferroviaire ouvert au trafic voyageurs de l'ancienne région. Cependant, sur la relation La Rochelle - Nantes, principalement desservie par des Intercités accessibles aux mêmes conditions que les TER, n'existe qu'un unique aller-retour TER par jour. Sur la section méridionale de la ligne Paris - Bordeaux, l'offre TER s'efface devant l'importance du TGV : seulement trois TER circulent entre Coutras et Angoulême. C'est la relation La Rochelle - Rochefort qui présente la plus importante densité de l'offre, avec quinze aller-retours par jour. Sinon, une seule section dépasse les dix aller-retours par jour, à savoir Poitiers - Châtellerault. Il a représenté, en 2010, cent-soixante circulations de trains et autocars TER les jours de pleine semaine, desservant soixante-seize gares. La fréquentation moyenne a été de neuf mille sept cents voyageurs par jour, dont trois mille six cents abonnés. Entre 2004 et 2008, l'offre a augmenté de 37 % et la fréquentation de 57 %. Les 92,8 % des trains sont arrivés à l'heure ou avec un retard ne dépassant pas cinq minutes en 2010. Les 80 % des relations TER sont certifiées « NF service » sur la base de la norme EN 13816 délivrée par Afnor.
Les relations desservies par des trains TER sont résumées dans le tableau ci-dessous. La région Poitou-Charentes n'attribuant pas de numéros aux relations, celles-ci ont été numérotées du nord vers le sud. Pour plus de clarté, les relations réparties sur plusieurs tableaux en raison de l'existence de dessertes partielles ont été résumées dans une seule ligne du tableau. De même, les sections du réseau desservies par les trains de plusieurs relations ne sont représentées qu'une seule fois au tableau. Sur plusieurs lignes, les trains sont complétés par des autocars. Ces services étant repris par le tableau de la section suivante, le tableau n'en tient pas compte. Dans la colonne Horaires, sont indiqués le premier départ de la gare nommée en dernier lieu, et le dernier départ de la gare en premier lieu. Est considérée comme fonctionnant en soirée une ligne dont le dernier départ a lieu après 20 h 30, si ce train effectue la totalité du parcours. Sur des parcours partiels, les lignes peuvent donc fonctionner en soirée sans que cela soit indiqué dans le tableau. Ces renseignements se portent sur le cas le plus représentatif, soit les jours du lundi au vendredi hors jours fériés. La durée du voyage peut varier en fonction des différents services, les horaires n'étant pas encore cadencés. Est indiquée la durée du voyage la plus représentative, s'appliquant aux trains couvrant l'ensemble de la relation, qui le plus souvent ne s'arrêtent pas dans l'ensemble des gares.
| 1  | LA ROCHE-SUR-YON ↔ Chantonnay ↔ Bressuire ↔ THOUARS et SAUMUR ↔ Thouars ↔ BRESSUIRE             | LA ROCHE-SUR-YON ↔ Chantonnay ↔ Bressuire ↔ THOUARS et SAUMUR ↔ Thouars ↔ BRESSUIRE             | LA ROCHE-SUR-YON ↔ Chantonnay ↔ Bressuire ↔ THOUARS et SAUMUR ↔ Thouars ↔ BRESSUIRE             | LA ROCHE-SUR-YON ↔ Chantonnay ↔ Bressuire ↔ THOUARS et SAUMUR ↔ Thouars ↔ BRESSUIRE             | LA ROCHE-SUR-YON ↔ Chantonnay ↔ Bressuire ↔ THOUARS et SAUMUR ↔ Thouars ↔ BRESSUIRE             | LA ROCHE-SUR-YON ↔ Chantonnay ↔ Bressuire ↔ THOUARS et SAUMUR ↔ Thouars ↔ BRESSUIRE             | LA ROCHE-SUR-YON ↔ Chantonnay ↔ Bressuire ↔ THOUARS et SAUMUR ↔ Thouars ↔ BRESSUIRE             | LA ROCHE-SUR-YON ↔ Chantonnay ↔ Bressuire ↔ THOUARS et SAUMUR ↔ Thouars ↔ BRESSUIRE             | LA ROCHE-SUR-YON ↔ Chantonnay ↔ Bressuire ↔ THOUARS et SAUMUR ↔ Thouars ↔ BRESSUIRE             |  |
|    | Longueur ∑ 155,8 km                                                                             | Durée 1 h 50 0 h 53                                                                             | Nb. arrêts 10 4                                                                                 | Soirée / Dimanche - Férié · Non / Non · /                                                       | Horaires 5 h 24 - 18 h 55 5 h 55 - 20 h 46                                                      | Réseau TER Pays de la Loire / Poitou-Charentes                                                  |                                                                                                 |                                                                                                 |                                                                                                 |  |
| 2  | POITIERS ↔ Châtellerault ↔ Port-de-Piles ↔ TOURS                                                | POITIERS ↔ Châtellerault ↔ Port-de-Piles ↔ TOURS                                                | POITIERS ↔ Châtellerault ↔ Port-de-Piles ↔ TOURS                                                | POITIERS ↔ Châtellerault ↔ Port-de-Piles ↔ TOURS                                                | POITIERS ↔ Châtellerault ↔ Port-de-Piles ↔ TOURS                                                | POITIERS ↔ Châtellerault ↔ Port-de-Piles ↔ TOURS                                                | POITIERS ↔ Châtellerault ↔ Port-de-Piles ↔ TOURS                                                | POITIERS ↔ Châtellerault ↔ Port-de-Piles ↔ TOURS                                                | POITIERS ↔ Châtellerault ↔ Port-de-Piles ↔ TOURS                                                |  |
|    | Longueur 100,9 km                                                                               | Durée 1 h 15                                                                                    | Nb. arrêts 17                                                                                   | Soirée / Dimanche - Férié · Non /                                                               | Horaires 6 h 15 - 19 h 16                                                                       | Réseau TER Poitou-Charentes / Centre                                                            |                                                                                                 |                                                                                                 |                                                                                                 |  |
| 3  | POITIERS ↔ Montmorillon ↔ Bellac ↔ LIMOGES BÉNÉDICTINS                                          | POITIERS ↔ Montmorillon ↔ Bellac ↔ LIMOGES BÉNÉDICTINS                                          | POITIERS ↔ Montmorillon ↔ Bellac ↔ LIMOGES BÉNÉDICTINS                                          | POITIERS ↔ Montmorillon ↔ Bellac ↔ LIMOGES BÉNÉDICTINS                                          | POITIERS ↔ Montmorillon ↔ Bellac ↔ LIMOGES BÉNÉDICTINS                                          | POITIERS ↔ Montmorillon ↔ Bellac ↔ LIMOGES BÉNÉDICTINS                                          | POITIERS ↔ Montmorillon ↔ Bellac ↔ LIMOGES BÉNÉDICTINS                                          | POITIERS ↔ Montmorillon ↔ Bellac ↔ LIMOGES BÉNÉDICTINS                                          | POITIERS ↔ Montmorillon ↔ Bellac ↔ LIMOGES BÉNÉDICTINS                                          |  |
|    | Longueur 137,9 km                                                                               | Durée 1 h 50                                                                                    | Nb. arrêts 12                                                                                   | Soirée / Dimanche - Férié · Non /                                                               | Horaires 5 h 07 - 19 h 32                                                                       | Réseau TER Poitou-Charentes / Limousin                                                          |                                                                                                 |                                                                                                 |                                                                                                 |  |
| 4  | POITIERS ↔ Ruffec ↔ ANGOULÊME                                                                   | POITIERS ↔ Ruffec ↔ ANGOULÊME                                                                   | POITIERS ↔ Ruffec ↔ ANGOULÊME                                                                   | POITIERS ↔ Ruffec ↔ ANGOULÊME                                                                   | POITIERS ↔ Ruffec ↔ ANGOULÊME                                                                   | POITIERS ↔ Ruffec ↔ ANGOULÊME                                                                   | POITIERS ↔ Ruffec ↔ ANGOULÊME                                                                   | POITIERS ↔ Ruffec ↔ ANGOULÊME                                                                   | POITIERS ↔ Ruffec ↔ ANGOULÊME                                                                   |  |
|    | Longueur 112,8 km                                                                               | Durée 1 h 08                                                                                    | Nb. arrêts 10                                                                                   | Soirée / Dimanche - Férié · Non /                                                               | Horaires 6 h 26 - 19 h 15                                                                       | Réseau TER Poitou-Charentes                                                                     |                                                                                                 |                                                                                                 |                                                                                                 |  |
| 5  | POITIERS ↔ Saint-Maixent-l'École ↔ Niort ↔ Surgères ↔ LA ROCHELLE                               | POITIERS ↔ Saint-Maixent-l'École ↔ Niort ↔ Surgères ↔ LA ROCHELLE                               | POITIERS ↔ Saint-Maixent-l'École ↔ Niort ↔ Surgères ↔ LA ROCHELLE                               | POITIERS ↔ Saint-Maixent-l'École ↔ Niort ↔ Surgères ↔ LA ROCHELLE                               | POITIERS ↔ Saint-Maixent-l'École ↔ Niort ↔ Surgères ↔ LA ROCHELLE                               | POITIERS ↔ Saint-Maixent-l'École ↔ Niort ↔ Surgères ↔ LA ROCHELLE                               | POITIERS ↔ Saint-Maixent-l'École ↔ Niort ↔ Surgères ↔ LA ROCHELLE                               | POITIERS ↔ Saint-Maixent-l'École ↔ Niort ↔ Surgères ↔ LA ROCHELLE                               | POITIERS ↔ Saint-Maixent-l'École ↔ Niort ↔ Surgères ↔ LA ROCHELLE                               |  |
|    | Longueur 144,9 km                                                                               | Durée 1 h 40                                                                                    | Nb. arrêts 12                                                                                   | Soirée / Dimanche - Férié · /                                                                   | Horaires 6 h 36 - 21 h 49                                                                       | Réseau TER Poitou-Charentes                                                                     |                                                                                                 |                                                                                                 |                                                                                                 |  |
| 6  | NIORT ↔ Saint-Jean-d'Angély ↔ SAINTES                                                           | NIORT ↔ Saint-Jean-d'Angély ↔ SAINTES                                                           | NIORT ↔ Saint-Jean-d'Angély ↔ SAINTES                                                           | NIORT ↔ Saint-Jean-d'Angély ↔ SAINTES                                                           | NIORT ↔ Saint-Jean-d'Angély ↔ SAINTES                                                           | NIORT ↔ Saint-Jean-d'Angély ↔ SAINTES                                                           | NIORT ↔ Saint-Jean-d'Angély ↔ SAINTES                                                           | NIORT ↔ Saint-Jean-d'Angély ↔ SAINTES                                                           | NIORT ↔ Saint-Jean-d'Angély ↔ SAINTES                                                           |  |
|    | Longueur 76,7 km                                                                                | Durée 1 h 05                                                                                    | Nb. arrêts 10                                                                                   | Soirée / Dimanche - Férié · Non /                                                               | Horaires 6 h 04 - 18 h 36                                                                       | Réseau TER Poitou-Charentes                                                                     |                                                                                                 |                                                                                                 |                                                                                                 |  |
| 7  | NANTES ↔ La Roche-sur-Yon ↔ Luçon ↔ LA ROCHELLE                                                 | NANTES ↔ La Roche-sur-Yon ↔ Luçon ↔ LA ROCHELLE                                                 | NANTES ↔ La Roche-sur-Yon ↔ Luçon ↔ LA ROCHELLE                                                 | NANTES ↔ La Roche-sur-Yon ↔ Luçon ↔ LA ROCHELLE                                                 | NANTES ↔ La Roche-sur-Yon ↔ Luçon ↔ LA ROCHELLE                                                 | NANTES ↔ La Roche-sur-Yon ↔ Luçon ↔ LA ROCHELLE                                                 | NANTES ↔ La Roche-sur-Yon ↔ Luçon ↔ LA ROCHELLE                                                 | NANTES ↔ La Roche-sur-Yon ↔ Luçon ↔ LA ROCHELLE                                                 | NANTES ↔ La Roche-sur-Yon ↔ Luçon ↔ LA ROCHELLE                                                 |  |
|    | Longueur 179,0 km                                                                               | Durée 1 h 55                                                                                    | Nb. arrêts 4                                                                                    | Soirée / Dimanche - Férié · Non /                                                               | Horaires 6 h 50 - 19 h 35                                                                       | Réseau TER Pays de la Loire / Poitou-Charentes                                                  |                                                                                                 |                                                                                                 |                                                                                                 |  |
| 8  | BORDEAUX SAINT-JEAN ↔ Saint André de Cubzac ↔ Jonzac ↔ Pons ↔ Saintes ↔ Rochefort ↔ LA ROCHELLE | BORDEAUX SAINT-JEAN ↔ Saint André de Cubzac ↔ Jonzac ↔ Pons ↔ Saintes ↔ Rochefort ↔ LA ROCHELLE | BORDEAUX SAINT-JEAN ↔ Saint André de Cubzac ↔ Jonzac ↔ Pons ↔ Saintes ↔ Rochefort ↔ LA ROCHELLE | BORDEAUX SAINT-JEAN ↔ Saint André de Cubzac ↔ Jonzac ↔ Pons ↔ Saintes ↔ Rochefort ↔ LA ROCHELLE | BORDEAUX SAINT-JEAN ↔ Saint André de Cubzac ↔ Jonzac ↔ Pons ↔ Saintes ↔ Rochefort ↔ LA ROCHELLE | BORDEAUX SAINT-JEAN ↔ Saint André de Cubzac ↔ Jonzac ↔ Pons ↔ Saintes ↔ Rochefort ↔ LA ROCHELLE | BORDEAUX SAINT-JEAN ↔ Saint André de Cubzac ↔ Jonzac ↔ Pons ↔ Saintes ↔ Rochefort ↔ LA ROCHELLE | BORDEAUX SAINT-JEAN ↔ Saint André de Cubzac ↔ Jonzac ↔ Pons ↔ Saintes ↔ Rochefort ↔ LA ROCHELLE | BORDEAUX SAINT-JEAN ↔ Saint André de Cubzac ↔ Jonzac ↔ Pons ↔ Saintes ↔ Rochefort ↔ LA ROCHELLE |  |
|    | Longueur 168,7 km                                                                               | Durée 2 h 18                                                                                    | Nb. arrêts 18                                                                                   | Soirée / Dimanche - Férié · Non /                                                               | Horaires 6 h 09 - 18 h 52                                                                       | Réseau TER Aquitaine / Poitou-Charentes                                                         |                                                                                                 |                                                                                                 |                                                                                                 |  |
| 9  | BORDEAUX SAINT-JEAN ↔ Libourne ↔ Coutras ↔ ANGOULÊME                                            | BORDEAUX SAINT-JEAN ↔ Libourne ↔ Coutras ↔ ANGOULÊME                                            | BORDEAUX SAINT-JEAN ↔ Libourne ↔ Coutras ↔ ANGOULÊME                                            | BORDEAUX SAINT-JEAN ↔ Libourne ↔ Coutras ↔ ANGOULÊME                                            | BORDEAUX SAINT-JEAN ↔ Libourne ↔ Coutras ↔ ANGOULÊME                                            | BORDEAUX SAINT-JEAN ↔ Libourne ↔ Coutras ↔ ANGOULÊME                                            | BORDEAUX SAINT-JEAN ↔ Libourne ↔ Coutras ↔ ANGOULÊME                                            | BORDEAUX SAINT-JEAN ↔ Libourne ↔ Coutras ↔ ANGOULÊME                                            | BORDEAUX SAINT-JEAN ↔ Libourne ↔ Coutras ↔ ANGOULÊME                                            |  |
|    | Longueur 134,5 km                                                                               | Durée 1 h 50                                                                                    | Nb. arrêts 15                                                                                   | Soirée / Dimanche - Férié · Non /                                                               | Horaires 6 h 09 - 19 h 00                                                                       | Réseau TER Poitou-Charentes / Aquitaine                                                         |                                                                                                 |                                                                                                 |                                                                                                 |  |
| 10 | ANGOULÊME ↔ La Rochefoucauld ↔ Saint-Junien ↔ LIMOGES-BÉNÉDICTINS                               | ANGOULÊME ↔ La Rochefoucauld ↔ Saint-Junien ↔ LIMOGES-BÉNÉDICTINS                               | ANGOULÊME ↔ La Rochefoucauld ↔ Saint-Junien ↔ LIMOGES-BÉNÉDICTINS                               | ANGOULÊME ↔ La Rochefoucauld ↔ Saint-Junien ↔ LIMOGES-BÉNÉDICTINS                               | ANGOULÊME ↔ La Rochefoucauld ↔ Saint-Junien ↔ LIMOGES-BÉNÉDICTINS                               | ANGOULÊME ↔ La Rochefoucauld ↔ Saint-Junien ↔ LIMOGES-BÉNÉDICTINS                               | ANGOULÊME ↔ La Rochefoucauld ↔ Saint-Junien ↔ LIMOGES-BÉNÉDICTINS                               | ANGOULÊME ↔ La Rochefoucauld ↔ Saint-Junien ↔ LIMOGES-BÉNÉDICTINS                               | ANGOULÊME ↔ La Rochefoucauld ↔ Saint-Junien ↔ LIMOGES-BÉNÉDICTINS                               |  |
|    | Longueur 118,8 km                                                                               | Durée 1 h 50                                                                                    | Nb. arrêts 15                                                                                   | Soirée / Dimanche - Férié · Non /                                                               | Horaires 5 h 53 - 18 h 10                                                                       | Réseau TER Poitou-Charentes / Limousin                                                          |                                                                                                 |                                                                                                 |                                                                                                 |  |
| 11 | ANGOULÊME ↔ Jarnac ↔ Cognac ↔ Beillant ↔ Saintes ↔ Saujon ↔ ROYAN                               | ANGOULÊME ↔ Jarnac ↔ Cognac ↔ Beillant ↔ Saintes ↔ Saujon ↔ ROYAN                               | ANGOULÊME ↔ Jarnac ↔ Cognac ↔ Beillant ↔ Saintes ↔ Saujon ↔ ROYAN                               | ANGOULÊME ↔ Jarnac ↔ Cognac ↔ Beillant ↔ Saintes ↔ Saujon ↔ ROYAN                               | ANGOULÊME ↔ Jarnac ↔ Cognac ↔ Beillant ↔ Saintes ↔ Saujon ↔ ROYAN                               | ANGOULÊME ↔ Jarnac ↔ Cognac ↔ Beillant ↔ Saintes ↔ Saujon ↔ ROYAN                               | ANGOULÊME ↔ Jarnac ↔ Cognac ↔ Beillant ↔ Saintes ↔ Saujon ↔ ROYAN                               | ANGOULÊME ↔ Jarnac ↔ Cognac ↔ Beillant ↔ Saintes ↔ Saujon ↔ ROYAN                               | ANGOULÊME ↔ Jarnac ↔ Cognac ↔ Beillant ↔ Saintes ↔ Saujon ↔ ROYAN                               |  |
|    | Longueur 114,4 km                                                                               | Durée 1 h 35                                                                                    | Nb. arrêts 8                                                                                    | Soirée / Dimanche - Férié · /                                                                   | Horaires 6 h 05 - 22 h 03                                                                       | Réseau TER Poitou-Charentes                                                                     |                                                                                                 |                                                                                                 |                                                                                                 |  |

### Par autocar
Les lignes routières TER complètent le réseau ferroviaire voyageurs : la région ne compte pratiquement pas de lignes à desserte mixte par train et autocar, sauf la relation La Roche-sur-Yon - Bressuire - Thouars - Saumur dont les deux extrémités sont situées dans les Pays de la Loire. Sur deux autres lignes à desserte ferroviaire, un aller simple ou un seul aller-retour sont assurés par autocar. Les autres lignes routières remplacent des lignes de chemin de fer fermées au service voyageurs, les plus importantes étant Niort - Fontenay-le-Comte et Poitiers - Parthenay. La ligne Niort - Parthenay - Bressuire, bien que fermée au service voyageurs le 1er juin 1980 seulement, n'est pas comprise par une ligne TER. Trois lignes organisées par le Conseil régional des Pays de la Loire ne font pas partie du réseau TER proprement dit, mais les tarifs commerciaux de la SNCF sont acceptés pour les voyages au-delà des limites de ces lignes.
|    | Lignes routières TER                                                                |
| -- | ----------------------------------------------------------------------------------- |
| 1  | La Roche-sur-Yon ↔ Chantonnay ↔ Bressuire ↔ Thouars ↔ Saumur (TER Pays de la Loire) |
| 2  | Poitiers ↔ Châtellerault et Châtellerault ↔ Port-de-Piles (1 AS / 1 AR par jour)    |
| 12 | Poitiers ↔ Parthenay                                                                |
| 13 | Angoulême ↔ Jonzac ↔ Pons                                                           |
| 14 | Chinon ↔ Loudun ↔ Thouars                                                           |
| 15 | Châteauroux ↔ Argenton-sur-Creuse ↔ Le Blanc ↔ Chauvigny ↔ Poitiers (ligne express) |
|    | Lignes routières du Conseil régional des Pays de la Loire                           |
| 7  | Nantes ↔ Cholet ↔ Parthenay ↔ Poitiers (ligne express)                              |
| 16 | Niort ↔ Fontenay-le-Comte (ligne express)                                           |
| 17 | La Rochelle ↔ Marans ↔ Velluire ↔ Fontenay-le-Comte (ligne express)                 |

## Tarification
Les tarifs valables sur l'échelle nationale s'appliquent sur le TER Poitou-Charentes également. En complément, la région propose des formules tarifaires spécifiques, se divisant en tarifs tout public et tarifs soumis à des conditions d'éligibilité.

### Tarifs tout public
La carte Avantages TER Poitou-Charentes est une carte de réduction nominative, valable pendant une année sur l'ensemble de la région et en vente pour 30 € (février 2012). Elle donne à 25 % de réduction lors de l'achat de billets SNCF pour des voyages à l'intérieur de la région ou vers la région Aquitaine, voire 50 % les week-ends, jours fériés et pendant les vacances scolaires. Jusqu'à trois autres personnes accompagnant le titulaire de l'abonnement peuvent également bénéficier de la réduction de 50 % les jours qu'elle s'applique. Les titulaires d'un abonnement régional n'ont pas besoin d'acheter la carte de réduction, leur abonnement ouvrant les mêmes droits. Pour les demandeurs d'emploi, une carte équivalente est disponible gratuitement (voir ci-dessous). Il existe également une version Carte Jeunes TER Poitou-Charentes pour les jeunes de quinze à vingt-cinq-ans, avec un taux de réduction de 50 % tous les jours de l'année et la même faculté d'emmener jusqu'à trois autres personnes les jours désignées.
Pass Loisirs TER Poitou-Charentes est un forfait de libre circulation valable pour une à cinq personnes pendant deux jours consécutifs, sur l'ensemble de la région. Le pass donne droit à des voyages illimités pendant ces deux jours, et il s'applique toute l'année. Le prix est de 35 € (février 2012).
L'abonnement TER Poitou-Charentes est un abonnement mensuel nominatif valable sur le parcours choisi pour un nombre de trajets illimité pendant la période de validité. Il existe comme abonnement hebdomadaire ou mensuel. Contrairement au Pass Mobilité, le prix est fonction de la distance. En cas d'utilisation fréquente, il permet d'économiser 75 % par rapport au plein tarif de la SNCF. Sinon, il comporte la fonctionnalité de carte de réduction analogue à la carte Avantages TER Poitou-Charentes.
L'abonnement TER et Bus Vitalis est un abonnement multimodal réunissant l'abonnement TER Poitou-Charentes à un abonnement au réseau de bus de Poitiers. Pour la formule annuelle, l'économie réalisée est inférieure à 50 €, soit un peu plus de 15 % du prix de l'abonnement annuel Vitalis.
TER+BUS La Rochelle ↔ Rochefort est une gamme tarifaire intermodale zonale, applicable sur l'axe La Rochelle - Rochefort. Les titres de transport de cette gamme sont valables à bord des TER et Intercités, ainsi que sur les réseaux de bus urbains de La Rochelle (RTCR) et Rochefort (R'Bus), en fonction des zones achetées. Il n'y a que deux zones, une allant de La Rochelle à Châtelaillon et l'autre allant de Tonnay-Charente à Rochefort. Les cars départementaux sont exclus de cette tarification. Elle comporte les titres de transport suivants : billet à l'unité valable pendant 2 h ; billet valable pendant 24 h ; abonnement hebdomadaire ; abonnement mensuel. Il n'existe pas de réduction pour les enfants ou pour les jeunes.

### Tarifs soumis à des conditions d'éligibilité
Le Pass Mobilité TER Poitou-Charentes est un abonnement mensuel nominatif réservé aux salariés résidant dans la région, valable sur le parcours domicile-travail pour un nombre de trajets illimité pendant la période de validité. Contrairement à la pratique courante dans les autres régions françaises, le prix est forfaitaire quelle que soit la distance (dans la limite de 300 km). Il est de 80 € en février 2012, ce qui rend le Pass Mobilité attractif à partir d'une distance de 42 km. L'abonnement contient en outre la fonctionnalité d'une carte de réduction, c'est-à-dire qu'il donne droit à 25 % de réduction lors de l'achat de billets SNCF pour des voyages à l'intérieur de la région, voire 50 % les week-ends, jours fériés et pendant les vacances scolaires. Jusqu'à trois autres personnes accompagnant le titulaire de l'abonnement peuvent également bénéficier de la réduction de 50 % les jours qu'elle s'applique.
La carte Avantages Emploi est une carte de réduction nominative gratuite, réservée aux demandeurs d'emploi inscrits dans une agence Pôle emploi de la région. Elle donne droit à 75 % de réduction par rapport au plein tarif de la SNCF, pour les déplacements au sein de la région avec les trains et autocars TER uniquement (Intercités et TGV exclus). Pour être valable, il faut se munir d'un coupon délivré contre la présentation d'un justificatif de domicile, d'un avis de situation et d'une pièce d'identité. Ce coupon est valable pour une période de trois mois suivant le mois de l'émission de l'avis de situation. Le week-end, les jours fériés et pendant les vacances scolaires, jusqu'à trois personnes accompagnant le titulaire de la carte Avantages Emploi ont droit à 50 % de réduction par rapport au plein tarif de la SNCF.

## Matériel roulant

### Matériel futur
Dix rames Régiolis de la famille des Coradia d'Alstom ont été commandés en 2011 pour 2014. Ils seront bimode, bitension et en version régionale à quatre caisses. La première est arrivée en novembre 2014. Elle sera d'abord utilisée pour les essais et la formation.

### Matériel passé
La région Poitou-Charentes a revendu ses trois X 72500 à la région Aquitaine qui en possédait déjà. Elle a également revendu ses cinq Z 21500 à la région Pays de la Loire en décembre 2009.

## Projets

### Ligne Niort - Fontenay-le-Comte
Sur la ligne de Fontenay-le-Comte à Benet fermée au trafic voyageurs depuis 1969, le tronçon de 32 km entre Niort et le Sud-Vendée compte 25 % de son tracé en région Poitou-Charentes, le reste étant situé en région Pays de la Loire.
Le projet est inscrit au Contrat de projets État-région (CPER) 2000-2006 et les études préliminaires sont terminées. Il reste à achever le montage financier interrégional afin de pouvoir lancer les premiers travaux. La réouverture devait initialement intervenir en 2009, les travaux étant inscrits au CPER 2007-2013 de la région Pays de la Loire. Cependant, les coûts ayant augmenté du fait de l'obligation de supprimer tous les passages à niveaux, en 2014, il n'est plus envisagé de rouvrir la ligne.

### Ligne Thouars - Parthenay - Niort
Cette ligne est fermée au trafic voyageur depuis le 1er juin 1980. L'association pour le développement du transport ferroviaire Thouet Sèvre niortaise milite pour sa réouverture au trafic voyageurs. Son action a permis l'inscription au CPER 2007-2013 d'une étude la concernant. Menée par le bureau d'études « Iter » en 2009, elle démontre un potentiel de fréquentation insuffisant, alors que la ligne d'autocars départementale proposée sur la même relation présente un taux d'utilisation satisfaisant

### Réouvertures de gares
En 2011, une étude a été menée pour vérifier la pertinence de la réouverture de la gare de Marans, située entre La Rochelle et Luçon, au service des voyageurs dans le cadre d'une desserte péri-urbaine jusqu'à La Rochelle, à l'instar de la liaison entre La Rochelle et Rochefort, avec desserte de quelques gares intermédiaires qui seraient elles aussi rouvertes pour cette occasion.
Au début de l'année 2013, la région  Poitou-Charentes a promis la réouverture de quatre points d'arrêts : La gare d'Aigrefeuille - Le Thou et celle de La Jarrie, entre Surgères et La Rochelle et les gares de Dompierre-sur-Mer, de Rompsay et de Marans, entre La Rochelle et Luçon, sans qu'aucune échéance n'ait été fixée pour ces trois dernières. Pour les deux premières gares, les mises en service, tout d'abord fixées pour fin 2015, sont désormais prévues pour décembre 2016,,. Il est également envisagé de rouvrir le point d'arrêt de la gare d'Aytré, sur la même section de ligne, sans qu'une date ne soit fixée. L'aménagement d'Aigrefeuille - Le Thou et de La Jarrie est prévue durant l'interruption des circulations entre Niort et La Rochelle en mai et juin 2016, interruption qui permettra le relèvement de la vitesse praticable sur la voie jusqu'à 200 km/h.